# Upplands Väsby
Upplands Väsby ist eine Stadt in der schwedischen Provinz Stockholms län und der historischen Provinz Uppland.
Die Stadt liegt etwa 30 km nordwestlich von Stockholm, im Einzugsgebiet der schwedischen Hauptstadt und ist Hauptort der gleichnamigen Gemeinde. Ein kleiner Teil (20 Hektar) der Fläche des Ortes (ohne Einwohner, 2010) gehört zur benachbarten Gemeinde Sollentuna.

## Wirtschaft
Upplands Väsby ist Firmensitz der Öhlins Racing AB, eines international renommierten Herstellers von Fahrwerkskomponenten.

## Verkehr
Durch Upplands Väsby führt die Europastraße 4. Des Weiteren liegt die Stadt an der Bahnstrecke Stockholm-Flughafen Arlanda-Gävle, auf der Nah- und Fernzüge verkehren. In beiden Richtungen wird die Strecke mit dem S-Bahn-ähnlichen Pendeltåg befahren.

## Söhne und Töchter der Stadt
- Wilhelm Persson (1886–1955), Schwimmer
- Gunilla Lindberg (* 1947), Sportfunktionärin
- Mic Michaeli (* 1962), Keyboarder der Rockgruppe Europe
- John Levén (* 1963), Bassist der Rockgruppe Europe
- Joey Tempest (* 1963), Sänger der Rockgruppe Europe
- Henrik Jansson-Schweizer (* 1969), Drehbuchautor und Produzent
- Anders Huusko (* 1971), Eishockeyspieler
- Erik Huusko (* 1971), Eishockeyspieler
- Staffan Strand (* 1976), Hochspringer
- Linda Fagerström (* 1977), Fußballspielerin
- Tony Mårtensson (* 1980), Eishockeyspieler
- Malin Svahnström (* 1980), Schwimmerin
- Gustaf Wesslau (* 1985), Eishockeyspieler

## Gemeindepartnerschaften
Upplands Väsby pflegt folgende Gemeindepartnerschaft:
- , Piaseczno, Polen, seit 2002.[3]